# عددشناسی
عددشناسی یا علم‌الاعداد جزء علوم خفیه است و به ادعای معتقدان، یعنی تفسیر اعداد به وسیله اعداد که در طالع بینی استفاده می‌شود. عددشناسی پایه علم حروف است.

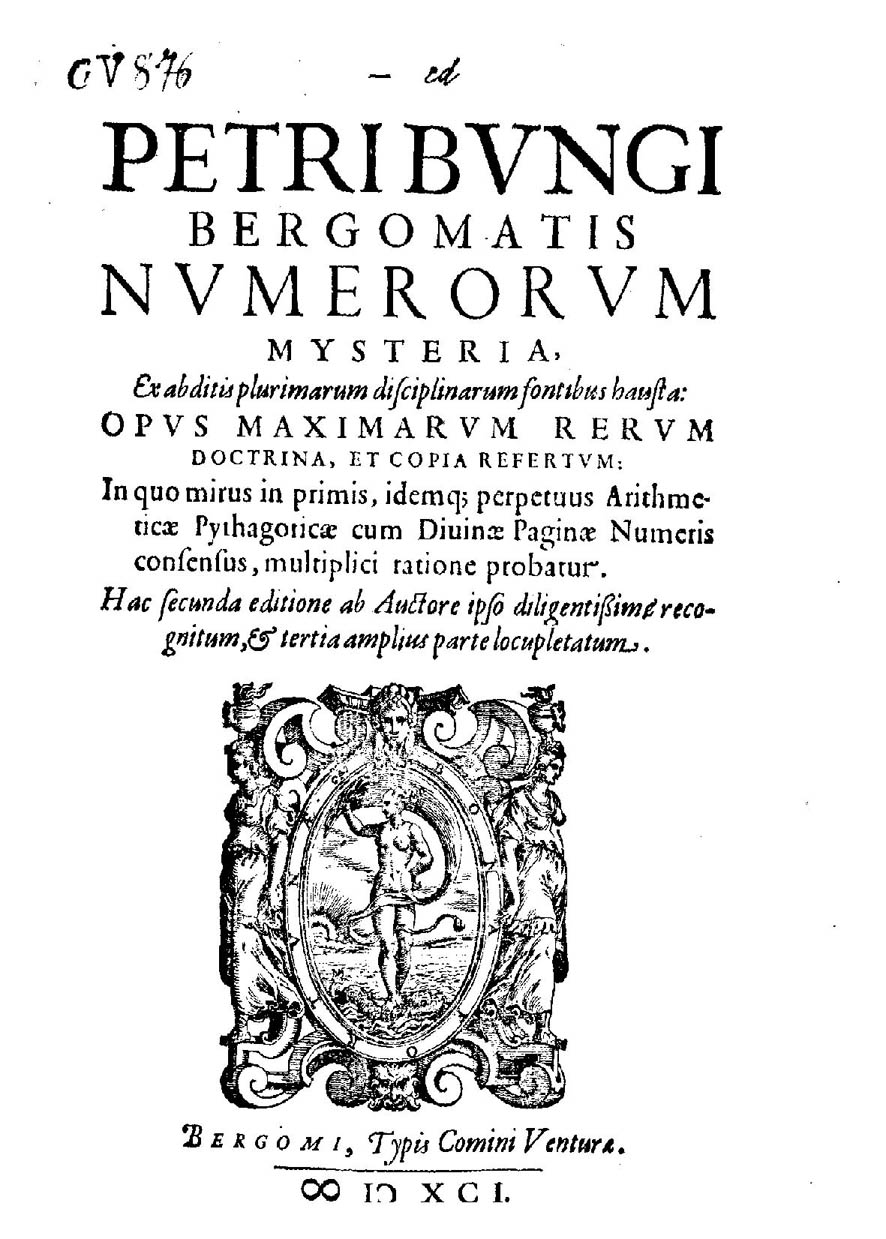
Pietro Bongo, Numerorum mysteria, 1591

باید توجه داشت که ذهنیت و تلقین در عددشناسی خود یک ترفند برای معنا دار کردن اعداد است.
اگر مرکز کعبه را نقطه مرکزی در نظر بگیریم زاویه بین محل شروع و پایان و طواف و مقام ابراهیم بیابیم این زاویه ۴۷ درجه است و در ادامه ۳۱۳ درجه تا پایان یک دور طواف میگذرد.
دو عدد ۴۷ و ۳۱۳ در بسیاری مباحث دیده میشوند‌.

## تاثیر اعداد (ارتعاش اعداد)
شانس در دنیا وجود ندارد و این تنها افزایش نیروی جاذبه است که موجب هماهنگی در ارتعاشات ما می‌شود. ارتعاش کلمات، ارتعاش اعداد و ارتعاش حروف. علم‌الاعداد و علم الحروف (جفر)، در الهیات مسیحی برای تفسیر گذشته یا پیش‌گویی آینده به کار می‌رود.
فیثاغورث و شاگردانش اعداد را بسیار مقتدر می‌دانستند و براین باور بودند که اعداد، حروف و کلمات، ماهیت واقعی جهان را به تصویر می‌کشند.

## روش‌های عدد شناسی

### تجزیه
تجزیه در عددشناسی روش‌های گوناگونی دارد.
مثلاً:
۲۷ برابر است با ۳*۳*۳
۲۷ تشکیل شده از ۲ و ۷
27 تشکیل شده از 3*9 پس 3*3*3=27

### اجماع
در عددشناسی برای رسیدن به ریشه و تفسیر یک عدد تمامی اعداد آن را با هم جمع می‌کنند. تا حاصل یک رقمی یا برابر با ۱۱ و ۲۲ شود.
اجماع ۵۳۱ می‌شود. ۵+۳+۱=۹
اجماع ۷۸۹۶ می‌شود. ۷+۸+۹+۶=۳۰ و ادامه اجماع ۳۰ می‌شود ۳+۰=۳
تنها عددهای ۲۲ و ۱۱ هستند که به عددهای یک‌رقمی تبدیل نمی‌شوند.